# Grand Metropolitan
Grand Metropolitan war ein britisches Konglomerat mit Sitz in London, welches in verschiedenen Branchen tätig war, u. a. Hotels, Pubs, Catering, Schnellrestaurants, Spirituosen, Bier, Lebensmittel und Kasinos. Die Aktien von Grand Metropolitan waren im britischen FT 30 Aktienindex enthalten.

## Geschichte
Grand Metropolitan (auch „Grand Met“ genannt) konnte seine Entstehung auf eine 1934 gegründete Hotelgruppe mit Namen „Mount Royal Metropolitan Association Ltd“ (MRMA) zurückführen. Dieses wurde 1957 von der „Grand Hotels (Mayfair) Ltd“ übernommen. Letzteres war nach dem Zweiten Weltkrieg von dem Briten Maxwell Joseph (1910–1981) gegründet wurden. Unter Josephs Führung expandierte das Unternehmen rasch und wurde 1961 an der Londoner Börse notiert. 1962 erfolgte eine Namensänderung in „Grand Metropolitan Hotels Ltd“.
1967 begann Grand Metropolitan Hotels mit dem Kauf der Cateringfirma „Bateman Catering“ in andere Geschäftsfelder diversifizieren. Weiter Unternehmenskäufe folgten: „Express Dairies“ (Molkerei) 1969, „Berni Inns“ (Pubs) und „Mecca“ (Bingo) 1970, „Truman's Brewery“ (Brauerei) 1971, „Watney Mann“ (Brauerei) und „International Distillers & Vintners“ (Eigentümer der Spirituosen „Smirnoff Wodka“, „Justerini & Brooks“, „Baileys“, „Gilbey's Gin“, „Piat Wine“ und „Croft Sherry and Port“) 1972.
Wegen der nun sehr breiten Aufstellung von „Grand Metropolitan Hotels“, verkürzte es 1973 seinen Namen auf „Grand Metropolitan“. Weitere Zukäufe erfolgten: „Liggett Group“ (Tabak) 1980, „Warner Holidays“ (Feriencamps) und „Inter-Continental Hotels Corporation“ (Hotels) 1981, „Heublein Inc“ (Spirituosen und Wein) 1987.
1984 wurde die Tochtergesellschaft „Grand Metropolitan Catering Services“ in „Compass Services“ umbenannt und 1987 im bis dahin größten britischen Management-Buy-out (MBO) an dessen Geschäftsführung veräußert. Von 1988 bis 1990 wurden verschiedene Tochterunternehmen verkauft, insbesondere „Inter-Continental Hotels“ and „Mecca“. Im Gegenzug wurde 1988 die amerikanische Pillsbury Company, u. a. Eigentümer von „Burger King“ (Schnellrestaurants), „Häagen-Dazs“ (Eiscreme) und „Green Giant“ (Tiefkühl- und Dosengemüse), und „William Hill“ (Wetten) gekauft. Im folgenden Jahr wurde die britische Schnellrestaurantkette „Wimpy“ erworben.
Nach einer Entscheidung der britischen Kartellbehörde (MMC) 1991 stieß Grand Metropolitan seine Brauereien an die australische Großbrauerei Foster’s Group ab. Zudem brachten Grand Metropolitan den größten Teil seiner Pubs in ein Joint Venture namens „Inntrepreneur Estates“ mit Fosters ein. Gleichzeitig gab Grand Met die meisten seiner „Berni Inns“ und 35 weitere Pubs an das britische Hotel- und Restaurantunternehmen Whitbread ab.
1997 fusionierte „Grand Metropolitan“ schließlich mit der „Guinness-Brauerei“ zu dem Spirituosen- und Brauereikonzern „Diageo“. Tochterunternehmen von Grand Metropolitan, die nicht zum Kerngeschäft von Diageo zählten, wurden in den folgenden Jahren verkauft, u. a. Pillsbury an General Mills in 2001 und Burger King an die amerikanischen  Beteiligungsunternehmen Texas Pacific Group, Bain Capital sowie Goldman Sachs Capital Partners in 2002.